# Liste der Naturdenkmale in Bogel
Die Liste der Naturdenkmale in Bogel nennt die im Gemeindegebiet von Bogel ausgewiesenen Naturdenkmale (Stand 20. Mai 2024).

## Naturdenkmale
| Nr. | Bezeichnung | Lage                                          | Beschreibung                                      | Bild                                    |
| --- | ----------- | --------------------------------------------- | ------------------------------------------------- | --------------------------------------- |
|     | Rotbuche    | westlich des Ortes; Abteilung Meisenheck Lage | Fagus sylvatica; Rechtsverordnung 2013 aufgehoben | Direkt Bild zu diesem Denkmal hochladen |